# Leopold II d'Àustria
Leopold II d'Habsburg (1328 - 1344) fou un duc d'Àustria, Estíria i Caríntia i marcgravi de Carniola, conjuntament amb el seu germà Frederic II d'Habsburg i el seu oncle Albert II d'Habsburg si bé aquest darrer administrava Àustria i Estíria mentre que Frederic i Leopold estaven destinats a administrar Caríntia i Carniola. Junt al seu germà van succeir al seu pare Otó I l'Alegre, duc conjunt amb Albert II i administrador de Caríntia i Carniola, quan va morir el 1339, i sent menors d'edat van quedar sota tutela del seu oncle. Leopold II va morir el 10 d'agost de 1344 amb 16 anys. El seu germà Frederic II el va seguir abans de final d'any.